# Turzyca stopowata
Turzyca stopowata (Carex pediformis C.A.Mey.) – gatunek byliny z rodziny ciborowatych. Obszar występowania obejmuje środkowo-wschodnią Europę i rozległe obszary Azji położone w strefie umiarkowanej. W Polsce występuje w Ojcowskim Parku Narodowym, w Dolinie Będkowskiej oraz w Zapustach w Górach Świętokrzyskich.

## Morfologia

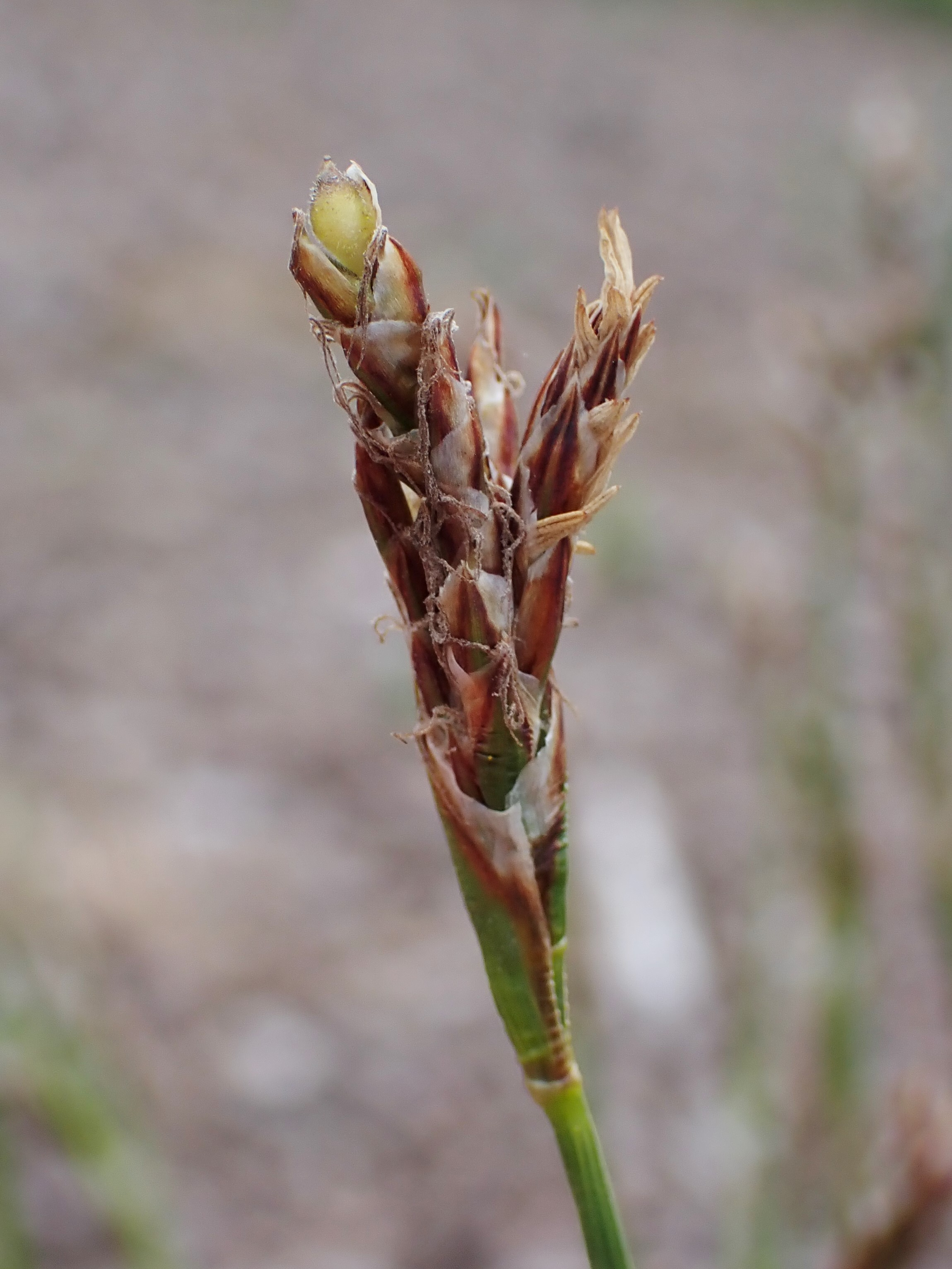
Kwiatostan

PokrójRoślina trwała, wysokości 30–40 cm, gęstodarniowa.
ŁodygaWzniesiona, gładka.
LiścieSinozielone, o szerokości 2 mm i długości ok. połowy łodygi, sztywne.
KwiatyTrzy kłosy. Górny kłos tylko z kwiatami męskimi, pozostałe z żeńskimi. Przysadki szydlaste, brunatne z zielonym grzbietem. Pęcherzyki krótsze od plew, 3 mm długości, na trzoneczku. Słupek o trzech znamionach.
OwoceOrzeszek.

## Biologia i ekologia
Bylina, hemikryptofit. Występuje na murawach kserotermicznych z rzędu Festucetalia valesiacae. Kwitnie w maju.

## Zmienność
Gatunek zróżnicowany na cztery odmiany:
- Carex pediformis var. macroura (Meinsh.) Kük. – występuje od europejskiej części Rosji na zachodzie po Chiny na wschodzie oraz w Czechach
- Carex pediformis var. pediformis – rośnie od wschodniej Europy po Rosyjski Daleki Wschód
- Carex pediformis var. pedunculata Maxim. – występuje na dalekim wschodzie Rosji i w Korei
- Carex pediformis var. setifolia Kük. – rośnie w Chinach

## Zagrożenia i ochrona
Gatunek umieszczony w Polskiej czerwonej księdze roślin z kategorią CR (krytycznie zagrożony). Umieszczony także na Czerwonej liście roślin i grzybów Polski (2006) z kategorią E (wymierający – krytycznie zagrożony). W wydaniu z 2016 roku otrzymał kategorię CR (krytycznie zagrożony).